# اچ‌ام‌اس کلئوپاترا (۱۹۱۵)
اچ‌ام‌اس کلئوپاترا (۱۹۱۵) (به انگلیسی: HMS Cleopatra (1915)) یک کشتی بود. این کشتی در سال ۱۹۱۵ ساخته شد.